# 時域

傅里叶变换可以將時域下的函數（圖中紅色部份），轉換為對應頻域的函數（圖中藍色部份）。函數中所包括的各頻率分量，在頻域下會變成不同頻率下的峰值

時域（英語：time domain）或时间域，是分析數學函數、物理信號、经济或环境数据等的时间序列，對時間的關係；亦即在分析问题时，以时间为自变量（作为横轴），待分析數據为因变量（作为纵轴），描述并研究函数、动态信号强度等随时间的变化。在时域中，若是連續時間的情形，時間為任意實數時，信号或函数的值都是已知的。若是離散時間的情形，則在各離散時間下的信号或函数的值已知。若要在時域下分析電子信號，常常會使用示波器。信號在時域下的圖可以看出信號在不同時間下的變化，而信號在頻域下的圖可以看出信號在各頻率範圍下的分佈情形。

## 詞語的由來
時域和頻域的用來是源自1940年代末的美國通信工程，這二個詞語約在1950年時，在沒有定義的情形下一起出現。若分析用到秒或是其他時間單位作為计量单位，此分析就是在時域下的分析。若某分析是用時間倒數的單位（如赫茲）為计量单位，該分析就是在頻域下的分析。